# Mathieu Perreault (journaliste)
 (novembre 2017).
Si vous disposez d'ouvrages ou d'articles de référence ou si vous connaissez des sites web de qualité traitant du thème abordé ici, merci de compléter l'article en donnant les références utiles à sa vérifiabilité et en les liant à la section « Notes et références ».
Pour les articles homonymes, voir Perreault et Mathieu Perreault.
Mathieu Perreault  est un journaliste québécois. C’est depuis 1995 qu’il travaille à La Presse où il couvre la science et la religion depuis 1999. Il est chargé des questions scientifiques et des affaires religieuses.

## Biographie
Mathieu Perreault obtient son diplôme en génie chimique à l'École polytechnique de Montréal en 1994 et il devient pigiste, puis suit des cours de maîtrise en philosophie. Il devient journaliste permanent en 1997.
Perreault a publié des articles documentés sur l'affaire Bhopal et sur l'ordination des femmes dans l'Église catholique romaine. 
Il s'est aussi préoccupé de la grippe aviaire, du réchauffement climatique, de la maladie d'Alzheimer et des dissensions au sein de l'éparchie Saint-Maron de Montréal. 
Perreault a montré le désaccord qu'il y existait entre la conférence religieuse canadienne et le Vatican.